# محمدباقر امامی
سید محمدباقر امامی، مُتخلص به "نورو"، (۱۲۸۰ - ۱۳۴۶) رهبر چندین گروه مارکسیستی ایرانی بین سال‌های ۱۳۲۳ تا ۱۳۴۶ بود. امامی رویای تأسیس «حزب کمونیست ایران» را در سر می‌پروراند و در راستای تحقق آن به ایجاد تشکل‌های کوچکی اقدام کرد تا کادر لازم برای یک حزب کمونیستی فراگیر را تربیت کند.
امامی حزب توده را یک گروه خرده‌بورژوا می‌دانست و هیچگاه خواستار عضویت در آن نشد. حزب توده نیز با فعالیت‌های امامی مخالفت جدی داشت. رهبران حزب توده درخواست داشتن حزب کمونیست و علنی‌کردن تفکرات کمونیستی را تندروی سیاسی می‌دانستند.

## زندگی
خودش مدعی بود که مارکسیست شدنش به دوران نوجوانی و تحصیل در مدرسه روس‌ها برمی‌گردد و او از معلمان وابسته به حزب بلشویک اصول مارکسیسم را آموخته است.  وی همچنین گفته بود که در دانشگاه کوتو در مسکو (دانشگاه کمونیستی زحمتکشان شرق) درس خوانده‌است. 
امامی در سال ۱۳۰۹ با کشف شبکه جاسوسی شوروی در ایران به زندان افتاد. او در ابتدا به اعدام محکوم شده و سپس حکم او به پانزده سال حبس با اعمال شاقه تقلیل یافت. امامی در زندان با مارکسیست‌های باسابقه‌ای چون جعفر پیشه‌وری آشنا شد و چندین شعر و داستان نوشت. امامی بعد از شهریور ۱۳۲۰ همراه با دیگر زندانیان سیاسی آزاد شد اما برخلاف همفکران خود به حزب توده نپیوست. هرچند با اردشیر آوانسیان و رضا روستا از اعضای اصلی حزب توده دوستی داشت. در نقل قولی از امامی در مورد حزب توده آمده‌است: «این حزب، حزب خرده‌بورژوازی است. تشکیل‌شده از تمام طبقات متضاد و مختلف‌المنافع است و اصلاً حزب نیست بلکه باند و گروه است. حزب باید از عناصر روشنفکر طبقه کارگر تشکیل شود و پایه حزب کمونیست را محکم پی‌ریزی کند تا بتواند انقلاب سوسیالیستی را رهبری کرده و آن را به کمونیسم برساند»
امامی در زمستان ۱۳۲۳ گروه کروژک‌های مارکسیستی را تشکیل داد. کُروژک در زبان روسی به معنی «محفل» یا «هسته» است و به گروه‌های کوچک چندنفره‌ای گفته می‌شد که امامی در آنها اصول مارکسیسم-لنینیسم را آموزش می‌داد. وی معتقد بود تشکیل حزب کمونیست تنها از این راه میسر است. این کار او با واکنش تند حزب توده مواجه شد. کمیته مرکزی حزب توده در اعلامیه‌ای تأسیس کروژک‌های امامی و درخواست تشکیل حزب کمونیست را «دسیسه عمال ارتجاع» توصیف کرد. نورالدین کیانوری در خاطراتش در مورد امامی می‌گوید: «او در سال ۱۳۲۰  با سایر زندانیان سیاسی آزاد شد اما تقاضای عضویت در حزب توده ایران را نکرد و تشکیلات خودش را به نام «کروژک‌های مارکسیستی» تشکیل داد و عده‌ای جوان را با شعارهای ماوراء چپ به دور خود جمع کرد. حزب توده با این گروه به شدت مبارزه می‌کرد».
مبارزه تبلیغاتی و فکری توده و اختلافات درونی موجب از هم پاشیدن کروژک‌ها در سال ۱۳۲۷ شد. امامی پس از آن هسته اصلی «سازمان شوراها» را تشکیل داد اما این ازمان هم بیش از دو سال دوام نیاورد. وی در این دوران روزنامه «به پیش» را هم فقط در سه شماره منتشر کرد. امامی  در سال ۱۳۲۸ به اتهام تشکیل دسته اشتراکی (تشکیل گروه‌های اشتراکی -کمونیستی- از نظر قانونی جرم بود) بازداشت شده و تا فروردین ۱۳۳۲ در زندان بود. او در سال ۳۳ یا ۳۴ سازمان دیگری به نام «یکا» را تشکیل داد. فعالیت یکا هم مثل گروه‌های دیگر امامی منحصر به جذب افراد و آموزش مارکسیسم-لنینیسم می‌شد و در مسائل سیاسی و اجتماعی روز دخالتی نمی‌کردند. امامی تا پایان عمر رهبری یکا را بر عهده داشت و در ۳۰ فروردین ۱۳۴۶ به دلیل مسائل مالی خودکشی کرد.
پس از خودکشی امامی یاران او با «گروه مارکسیستی انقلابی ایران» (گاما) به رهبری جلال ستارزاده ارتباط برقرار کرده و با ادغام در یکدیگر «سازمان انقلابی کمونیستی ایران» (ساکا) را تشکیل دادند. ساکا در زمستان ۴۹ به دلیل اختلافات درونی و دلسردی ستارزاده منحل شد. این گروه در زمان فروپاشی ۱۷۰ عضو داشت که اکثر آنها کارگرانی بودند که اصول اولیه مارکسیسم را می‌شناختند.